# 415e régiment d'infanterie (France)
Le 415e régiment d'infanterie (415e RI) est un régiment d'infanterie de l'Armée de terre française constitué en 1915 avec divers éléments provenant des dépôts de la 8e région militaire (Marseille). Il est le dernier régiment français au combat le 11 novembre 1918.
Il part ensuite au Levant en 1919. Il est dissout à son retour à Marseille en 1923.

## Création et différentes dénominations
- mars 1915 : création du 415e régiment d'infanterie
- janvier 1919 : devient 415e régiment de marche du Levant
- septembre 1923 : dissolution

## Chefs de corps
- mars - 25 septembre 1915 : lieutenant-colonel Firmin-Auguste Strudel (tué à Perthes-lès-Hurlus le 25 septembre)[1]
- 27 septembre 1915 : lieutenant-colonel Bourdon (non pas tué ainsi que l'indique l'historique[1] mais mortellement blessé (JMO de la 54e brigade d'infanterie) le jour même de sa prise de commandement)
- 1er octobre 1915 à avril 1916 : commandant puis lieutenant-colonel Bernard (à titre provisoire puis définitif)
- 29 avril 1916 à février 1918 : lieutenant-colonel Pierre Bornèque
- février 1918 au 25 avril 1918 : lieutenant-colonel Jean-René-Charles Leboiteux
- 25 avril 1918 au 16 septembre 1919 : lieutenant-colonel puis colonel Ferdinand-Marie-Louis-Clément Gizard

## Historique des garnisons, combats et batailles

### Première Guerre mondiale

#### Affectation
- 155e division d'infanterie en avril 1915,
- 27e division d'infanterie de mai 1915 à novembre 1916
- 163e division d'infanterie de novembre 1916 à janvier 1919
- Armée du Levant, de janvier 1919 à 1920
- 3e division du Levant, à partir de 1920

#### 1915
- Constitution en mars 1915 au camp de Carpiagne[2].
- Les régiments dont le numéro est supérieur à 400 sont des régiments de marche.

- 25 septembre-6 octobre : seconde bataille de Champagne
- les Vosges

#### 1916
Vosges : vieil Armand frontière Suisse, bataille de Verdun.

#### 1917
- Bataille de Verdun : Reprise des forts de Douaumont et de Vaux : Beaumont, Bezonvaux.

#### 1918
Somme : Moreuil, Castel, Champagne : secteur de Courmelois. Attaque du 25 septembre : secteur de Normandie. L'Aisne le 2 et le 8 novembre.
Alors que les pourparlers d’armistice se déroulaient à Rethondes entre le maréchal Foch et les plénipotentiaires allemands, la 163e division commandée par le général Boichut reçut l’ordre de franchir la Meuse « coûte que coûte » le soir du 9 novembre 1918 dans la région de Dom-le-Mesnil et de Vrigne-Meuse. Cette ultime offensive menée dans la précipitation et l’improvisation, destinée à obtenir la capitulation de l’armée allemande, s’acheva le 11 novembre 1918 à 11 heures du matin. Cette opération inutile de Vrigne-Meuse coûta la vie à une vingtaine de soldats français dont la grande majorité appartenait au 415e régiment d’Infanterie commandée alors par le chef de bataillon Charles de Menditte.
Les derniers tués de la grande guerre appartenaient au 415e RI. Ils étaient au nombre de 21 soldats tués pour la France dont Augustin Trébuchon, Soldat de première classe, agent de liaison du régiment de la 9e compagnie du 3e bataillon, enrôlé le 4 août 1914, tué au combat 5 minutes avant le cessez-le-feu, le 11 novembre 1918. Il est enterré à Vrigne-Meuse dans les Ardennes. Le soldat Jules Achille du 415e R.I. né en 1893 à La Poôté en Mayenne (aujourd'hui Saint-Pierre-des-Nids) et mort à Vrigne-Meuse le 11 novembre 1918. À 11 heures, Octave Delaluque du 415e R.I, se dresse à demi, puis tout entier, il sonne l'armistice et les Allemands lui répondent. Il est le seul clairon à avoir sonné le cessez-le-feu au milieu d'un combat du 11 novembre 1918. Entre le 9, le 10 et le 11 novembre 1918, le régiment déplore 68 tués et 97 blessés.La 163e DI à laquelle était rattaché ce régiment eut à déplorer au total 96 tués et 198 blessés.

#### 1919
Le régiment est désigné pour la Syrie en janvier 1919 pour établir la domination française sur les anciens territoires ottomans. Ses éléments débarquent à Beyrouth du 28 février au 12 avril 1919.
Il participe à partir de juillet aux combats de Cilicie contre les nationalistes turcs. Il est rattaché à la 3e division du Levant au début de l'année 1920 puis combat en Syrie contre le royaume arabe. Le 415e RI est un des régiments engagés dans la bataille de Khan Mayssaloun le 24 juillet 1920. Il combat ensuite en juillet-août 1922 contre les Druzes.
En 1922, le 415e régiment de marche du Levant rejoint Constantinople puis revient à Marseille où il est dissous en septembre 1923.

## Drapeau
Il porte, cousues en lettres d'or dans ses plis, les inscriptions suivantes :
- Champagne 1915
- Verdun1916
- Mézières 1918

## Décorations
Le régiment a reçu trois citations à l'ordre de l'armée. Son drapeau est décoré de la croix de guerre 1914-1918 avec trois palmes et il porte la fourragère aux couleurs de la croix de guerre.

## Personnalités ayant servi au415eRI
- Charles de Menditte, commandant le régiment pendant son assaut du 11 novembre 1918
- Octave Delaluque, clairon de l'Armistice
- Augustin Trébuchon, dernier soldat tué le 11 novembre 1918

## Sources et bibliographie
- Historique du 415e Régiment d'Infanterie, Antibes, Imprimerie antiboise, 1919 (lire en ligne).